# جامعة ولاية تينيسي
جامعة ولاية تينيسي (بالإنجليزية: Tennessee State University)‏ هي جامعة عامة للسود تاريخياً في ناشفيل، تينيسي. تأسست عام 1912، وهي الجامعة السوداء الوحيدة التي تمولها الدولة تاريخيًا في ولاية تينيسي. وهي عضو في صندوق ثورغود مارشال كوليدج. تقدم جامعة ولاية تينيسي 41 درجة بكالوريوس و 23 درجة ماجستير وثماني درجات دكتوراه.

## التاريخ
تأسست الجامعة تحت مسمس مدرسة ولاية تينيسي الزراعية والصناعية العادية للزنوج في عام 1912. تم تكريسها في 16 يناير 1913. غيرت اسمها إلى كلية ولاية تينيسي الزراعية والصناعية العامة في عام 1925. بعد ذلك بعامين، في عام 1927، أصبحت تُعرف باسم كلية ولاية تينيسي الزراعية والصناعية.
في عام 1941، وجهت الجمعية العامة لولاية تينيسي مجلس التعليم لتحديث البرنامج التعليمي للكلية. بعد ثلاث سنوات تم منح أول درجة ماجستير وبحلول عام 1946 تم اعتماد الكلية بالكامل من قبل الرابطة الجنوبية للكليات والمدارس. حدث توسع كبير خلال رئاسة والتر س. ديفيس بين عامي 1943 و 1968، بما في ذلك بناء «70 بالمائة من مرافق المدرسة» وإنشاء مدرسة الدراسات العليا وأربع مدارس أخرى.
في عام 1968، غيرت الكلية اسمها رسميًا إلى جامعة ولاية تينيسي. وفي عام 1979، اندمجت جامعة تينيسي في ناشفيل في ولاية تينيسي بموجب تفويض من المحكمة.
اليوم، تحتوي جامعة ولاية تينيسي علي ثماني مدارس وكليات وشهدت نموًا مطردًا منذ إنشائها. تظل الجامعة العامة الوحيدة في ناشفيل وبرنامج العلوم الصحية فيها هو الأكبر في الولاية وواحد من أكبر الجامعات في البلاد.
تماشيًا مع مجلس حكام ولاية تينيسي، تخضع الجامعة حاليًا لمجلس أمناء مؤسسي.

## الحرم الجامعي
يضم الحرم الجامعي الرئيسي الذي تبلغ مساحته 500 فدان أكثر من 65 مبنى، ويقع في مكان سكني في ناشفيل، تينيسي. يضم الحرم الجامعي الرئيسي في ولاية تينيسي أكبر مساحة من أي حرم جامعي في ناشفيل. يقع حرم افون ويليامز في وسط المدينة، بالقرب من وسط حي الأعمال والحكومة في ناشفيل. تقدم ولاية تينيسي مساكن للطلاب داخل الحرم الجامعي. توجد مساكن داخل الحرم الجامعي ومجمعين سكنيين للكلاسيين الكبار. تشمل المرافق داخل الحرم الجامعي مهاجع قاعة ويلسون، وقاعة واتسون، وقاعة إيبس، وقاعة بويد، وقاعة رودولف، وقاعة هيل، بالإضافة إلى مجمع فورد ومجمع السكن الجديد، وهما مجمعا سكنيا داخل الحرم الجامعي.

## الحياة الدراسية
الجامعة معتمدة حاليًا من قبل لجنة كليات الرابطة الجنوبية للكليات والمدارس لمنح 38 درجة البكالوريا و 24 درجة ماجستير ودكتوراه في سبعة مجالات (العلوم البيولوجية، هندسة نظم المعلومات الحاسوبية، علم النفس، الإدارة العامة، المناهج والتعليم، الإدارة التربوية والإشراف، والعلاج الطبيعي)، بالإضافة إلى برنامجين للحصول على درجة الزمالة في العلوم، أحدهما في التمريض والآخر في صحة الأسنان.
تحتوي الجامعة علي الكليات التالية:
- كلية الزراعة والعلوم الإنسانية والطبيعية
- كلية الأعمال
- كلية التربية
- كلية الهندسة
- كلية العلوم الصحية
- كلية الآداب
- كلية العلوم الحياتية والفيزيائية
- كلية الخدمة العامة

## خريجون متميزون
- جيمي بلانتون، هو عازف جاز أمريكي، ولد في 5 أكتوبر 1918وتوفي في 30 يوليو 1942.
- يونج باك، مغني راب الأمريكي.
- هانك كروفورد، عازف ساكسفون وكاتب أغاني أمريكي.
- كارلا توماس، مغنية أمريكية، ولدت في 21 ديسمبر 1942 في ممفيس في الولايات المتحدة.
- أوبرا وينفري، مقدمة برامج حوارية أمريكية وممثلة مسرحية وشخصية عالمية.
- جيسي راسيل، مهندس أمريكي، ولد في 26 أبريل 1948.
- كلود همفري، هو لاعب كرة قدم أمريكية أمريكي، ولد في 29 يونيو 1944.
- إديث ماغواير، هي منافسة ألعاب القوى أمريكية، ولدت في 3 يونيو 1944.
- وايوميا تيوس، هي لاعبة أولمبية لرياضة ألعاب القوى من الولايات المتحدة.

## روابط حارجية
- الموقع الرسمي